# Joe McBride (calciatore 1938)
Joe McBride, diminutivo di Joseph McBride (Glasgow, 10 giugno 1938 – Glasgow, 11 luglio 2012) è stato un calciatore scozzese, di ruolo attaccante.

## Biografia
Il suo omonimo figlio è stato a sua volta un calciatore professionista.

## Carriera

### Club
McBride dopo aver giocato nelle giovanili del Kilmarnock esordisce in prima squadra (e contestualmente tra i professionisti) nel 1957, all'età di 19 anni: nell'arco di due stagioni, segna in totale 24 reti in 57 presenze nella prima divisione scozzese, che gli valgono un trasferimento in Inghilterra al Wolverhampton campione in carica del campionato inglese; la permanenza dell'attaccante scozzese ai Wolves dura però pochi mesi, nei quali pur vincendo un Charity Shield non scende mai in campo in incontri di campionato: anche per questo motivo viene ceduto al Luton Town, club con cui nella seconda parte della stagione mette a segno 6 reti in 13 presenze in prima divisione. L'anno seguente, dopo aver segnato 3 gol in 12 presenze durante i primi mesi della stagione, torna in Scozia, al Partick Thistle in uno scambio che coinvolge anche Jim Fleming: con il club di Glasgow tra la seconda parte della stagione 1960-1961 e la stagione 1961-1962 totalizza complessivamente 59 presenze e 31 reti in incontri di campionato.
Nell'estate del 1962 viene acquistato dal Motherwell, altro club della prima divisione scozzese: con gli Irons nell'arco di tre anni di permanenza in squadra segna in totale 51 reti in 88 partite di campionato giocate, grazie ai quali viene acquistato dal Celtic; gli anni trascorsi agli Hoops sono per McBride i migliori sia a livello individuale che a livello di squadra, e gli consentono di partecipare con un ruolo di primo piano ad uno dei periodi migliori dell'intera storia del club e del calcio scozzese: i biancoverdi, infatti, nella stagione 1966-1967 vincono la Coppa dei Campioni, diventando la prima squadra britannica a riuscire in tale impresa, a cui McBride contribuisce con 2 reti in altrettante presenze. Vince inoltre tre campionati e tre Coppe di Lega consecutive, a cui aggiunge anche la Coppa di Scozia nella stagione 1966-1967, nella quale il Celtic conquista quindi un quadruple. A livello individuale, invece, dopo aver vinto il titolo di capocannoniere del campionato scozzese nella stagione 1965-1966 ex aequo con Alex Ferguson con 31 reti segnate, l'attaccante perde la titolarità, pur riuscendo nell'arco di tre stagioni a mantenere sostanzialmente una media di un gol a partita (è infatti autore di 54 segnature in 55 partite di campionato giocate con la maglia del Celtic); in aggiunta alle due partite di Coppa dei Campioni precedentemente citate, segna poi anche 2 reti in 7 presenze nella Coppa delle Coppe 1965-1966 ed un gol nella sua unica presenza stagionale nella Coppa dei Campioni 1968-1969. Proprio nella stagione 1968-1969 viene poi ceduto a stagione iniziata all'Hibernian: rimarrà agli Hibs fino al termine della stagione 1970-1971, segnando in totale 44 reti in 71 partite di campionato e 8 reti in 10 partite in Coppa delle Fiere (più precisamente 5 reti in 4 presenze nella Coppa delle Fiere 1968-1969 e 3 reti in 6 presenze nella Coppa delle Fiere 1970-1971). Trascorre infine un'ultima stagione da professionista, la 1971-1972, dividendosi tra il Dunfermline (20 presenze e 8 reti) ed il Clyde (12 presenze e 5 reti), entrambi sempre nella prima divisione scozzese.
In carriera ha totalizzato complessivamente 358 presenze e 217 reti nella prima divisione scozzese, che fanno di lui uno degli attaccanti più prolifici nell'intera storia di questo campionato: oltre ad esserne il ventiquattresimo marcatore di sempre, è anche uno dei soli trentuno giocatori ad aver superato le 200 segnature in tale campionato (ed è il terzo miglior marcatore del campionato scozzese tra quelli attivi esclusivamente negli anni successivi alla seconda guerra mondiale).

### Nazionale
Nel 1966 ha giocato 2 partite nella nazionale scozzese.

## Palmarès

### Club

#### Competizioni nazionali
- Campionato scozzese: 3

Celtic: 1965-1966, 1966-1967, 1967-1968
- Coppa di Scozia: 1

Celtic: 1966-1967
- Coppa di Lega scozzese: 3

Celtic: 1965-1966, 1966-1967, 1967-1968
- FA Charity Shield: 1

Wolverhampton: 1959

#### Competizioni internazionali
- Coppa dei Campioni: 1

Celtic: 1966-1967

### Individuale
- Capocannoniere del campionato scozzese: 1

1965-1966 (31 reti, ex aequo con Alex Ferguson)